# Charlie Dewhirst
Charles Alistair Geoffrey Dewhirst est un homme politique du Parti conservateur britannique qui est député de Bridlington et The Wolds depuis 2024.

## Biographie
Dewhirst vient d'une famille d'éleveurs de porcs près de Driffield dans le Yorkshire de l'Est. Dewhirst fréquente l'Université d'Édimbourg avant de déménager à Londres pour commencer une carrière dans la diffusion sportive. Dewhirst travaille ensuite comme assistant parlementaire avant de travailler pour une agence de communication mondiale, où il participe à l'introduction du Groceries Code Adjudicator.
En 2010, Dewhirst est élu conseiller pour les conservateurs à Hammersmith et, en 2012, il rejoint UK Sport peu avant les Jeux olympiques de 2012.
Dewhirst est le candidat conservateur pour la circonscription de Hammersmith aux élections générales de 2015, et aux élections générales de 2017,.
Il est le chef adjoint du conseil de l'East Riding of Yorkshire. Juste avant de commencer sa campagne parlementaire, il est le conseiller politique en chef de la National Pig Association pour laquelle Dewhirst commence à travailler en 2020.